# جيري بوم
جيري بوم (بالتشيكية: Jiří Böhm)‏ هو لاعب كرة قدم تشيكي، ولد في 16 ديسمبر 1987 في تشيكوسلوفاكيا. لعب مع بانيك أوسترافا وسلافيا براغ ونادي نيترا.